# Zombicide

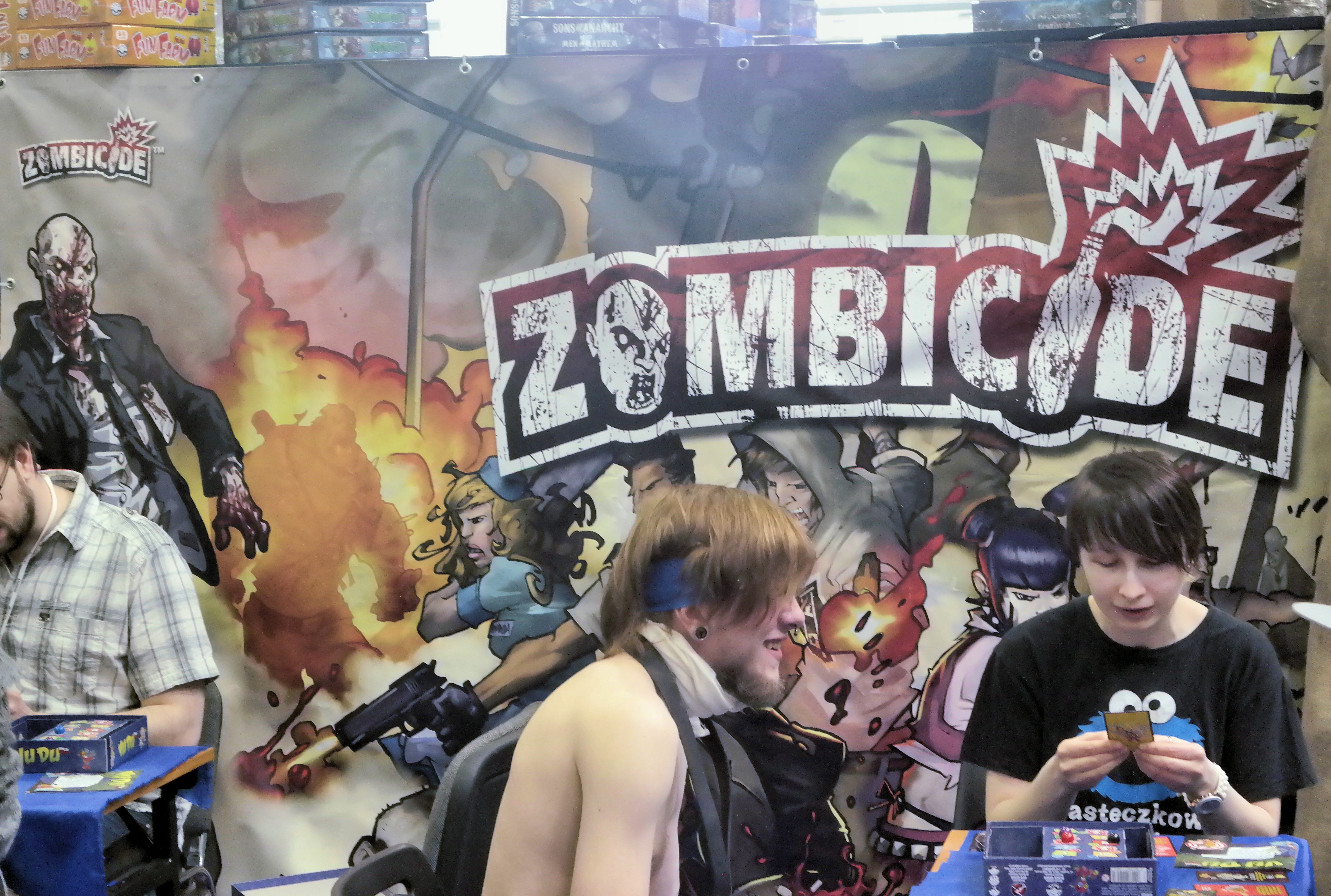
Zombicide, Pyrkon, Poznań 2015

Zombicide ist eine Reihe kooperativer Brettspiele von Guillotine Games, die jeweils über die Crowdfunding-Plattform Kickstarter finanziert wurden. Die erste Ausgabe erschienen 2012 bei CoolMiniOrNot. Die erste deutschsprachige Ausgabe wurde 2013 bei Asmodee veröffentlicht.
Die Spielidee von Zombicide besteht darin, bei einer in der Gegenwart einzuordnenden Zombieapokalypse ums Überleben zu kämpfen. Neben der Möglichkeit, das Spiel alleine zu spielen, können bis zu sechs Spieler in die Rolle von Überlebenden schlüpfen. Die Spieler haben gewonnen, wenn es ihnen gelingt, alle Zombies zu töten. Sie haben verloren, wenn sie selbst von den gemäß vorgegebener Regeln agierenden Zombies getötet wurden. Diese Regeln sind so gestaltet, dass ein Zwischenzustand mit nur einigen langfristig Überlebenden nicht wahrscheinlich ist. Die Spieler haben im Allgemeinen nur dann eine Chance, nicht gegen die Zombies zu verlieren, wenn sie kooperativ handeln.
Nach dem Erfolg des ersten Zombicide Titels folgten diverse Erweiterungen. In Season 2 – Prison Outbreak (zweites Grundspiel) kamen neue Zombies mit speziellen Fertigkeiten hinzu, während Season 3 – Rue Morgue die neue Mechanik hervorbrachte, Spieler auch gegeneinander antreten zu lassen.
Aufgrund des Themas und der grafischen Darstellung von Gewalt, etwa durch aufgedrucktes Blut auf dem Spielplan, ist die Tauglichkeit als Familienspiel mit jüngeren Teilnehmern zweifelhaft.

## Ablauf
Sowohl die eigenen Spielfiguren als auch die Zombies werden in Form von dreidimensionalen Miniaturen auf dem Spielbrett platziert. Das eigentliche Spiel erfolgt in Runden, bei denen nacheinander erst die Überlebenden und dann die Zombies Aktionen durchführen. Die Handlungen der Zombies folgen einfachen, fest vorgegebenen Regeln. Eine der wichtigsten besteht darin, dass sich die Zombies am Ende einer Runde in Richtung der größten Lärmquelle bewegen. Lärm wird von den Spielern zum Beispiel durch den Gebrauch von Schusswaffen verursacht.
Der Ablauf einer Runde:
1. Überlebende führen ihre Aktionen durch (wie z. B. angreifen, Gegenstände suchen, sich bewegen).
2. Zombies führen ihre Aktionen durch.
3. Neue Zombies werden platziert.

Diese Punkte werden solange wiederholt, bis die Mission erfüllt oder alle Überlebenden umgekommen sind.
Es gibt mehrere Arten von Zombies mit unterschiedlichen Fähigkeiten und der Widerstandsfähigkeit gegen bestimmte Waffen. Diese sorgen für spielerische Abwechslung und können schnellen Kontrollverlust über die Gesamtsituation verursachen, wenn man ohne Absprache mit seinen Mitspielern handelt. Die Schlurfer, die man auch als Standardzombies bezeichnen kann, haben eine Aktion pro Runde (Bewegen oder Angreifen), während Läufer mit zwei Aktionen pro Runde deutlich verheerender sein können. Zudem gibt es eine weitere Zombieart namens Fettbrocken, denen aufgrund ihres breiten, massiven Körpers manche Waffen gar keinen Schaden zufügen können. Außerdem werden Fettbrocken immer von einer Eskorte begleitet, welche zwei Schlurfer umfasst. Letztendlich gibt es noch einen äußerst widerstandsfähigen Zombie namens Monstrum.
Auch die Spieler unterscheiden sich in ihren Fähigkeiten. Beispiele sind mehr Aktionen pro Runde, schnellere Fortbewegung oder eine Tarnung vor Zombies.
Die Überlebenden haben drei Aktionen pro Runde zur Verfügung, mit denen sie laufen, durchsuchen oder angreifen können. Einige Aktionen wie das Öffnen von Türen oder das Töten von Zombies verursachen Lärm, der durch sogenannte Lärmmarker auf dem Spielplan dargestellt wird und die Zombies anlockt. Der Spieler hat die Möglichkeit die Umgebung zu durchsuchen. Dabei kann er Waffen und andere nützliche Gegenstände finden, die bei der Verteidigung gegen die Zombies zum Einsatz kommen können. Die Aktionen werden durch mehr oder weniger realistische Maßnahmen begrenzt. So kann man nicht in einem Raum suchen oder über eine Straße gehen, wenn diese von Zombies überfüllt ist. Auch kann nur eine begrenzte Zahl von Gegenständen gleichzeitig getragen werden.
Nachdem die Überlebenden ihre Aktionen durchgeführt haben, bewegen sich die Zombies auf das Feld mit den meisten oder lautesten Überlebenden zu. Danach werden durch Ziehen von Karten neue Zombies an vorher durch die Regeln festgelegten Punkten ins Spiel gebracht. Je mehr Zombies die Spieler eliminieren, umso schneller steigt der Schwierigkeitsgrad an, was zur Folge hat, dass bei jeder neuen Runde noch mehr Zombies auf dem Spielplan erscheinen.

## Grundspiele und Erweiterungen
Für Zombicide sind mehrere miteinander kombinierbare Grundspiele – in Anlehnung an TV-Serien als Seasons (englisch: „Staffeln“) bezeichnet – und dazu Erweiterungen erhältlich. Die Seasons eins bis drei lassen sich jeweils allein oder kombiniert spielen. Für die Erweiterungen wird jeweils mindestens eines der Grundspiele benötigt. Durch die Kombination aller drei Grundspiele sowie beider Erweiterungen lässt sich die Spielzeit für eine Partie erheblich erhöhen (teilweise auf mehr als acht Stunden). Durch das Zusammenfügen mehrerer Spiele kann auch eine größere Spieleranzahl am Spiel teilnehmen.

### Zombicide

#### Season 1
Zombicide wurde im April 2012 über Kickstarter finanziert. Das ursprüngliche Finanzierungsziel von 20.000 US-Dollar wurde am Ende mit 781.427 US-Dollar deutlich überschritten.
Der Schauplatz sind alltägliche Wohnhäuser mit einigen kleinen Geschäften dazwischen.

#### Season 2: Prison Outbreak
Bei Season 2: Prison Outbreak wurde das Finanzierungsziel von 25.000 US-Dollar bereits nach zwei Minuten erreicht. Zum Kampagnenende im April 2013 wurden 2.255.018 US-Dollar erzielt.
Wie der Titel schon verrät, ist das zweite Grundspiel der Zombicide-Reihe in einem Gefängnis lokalisiert.

#### Season 2: Toxic City Mall
Gleichzeitig mit Season 2 wurde die erste Erweiterung Toxic City Mall finanziert.
In dieser Erweiterung macht man einen kleinen Abstecher in ein verlassenes Einkaufszentrum.

#### Season 3: Rue Morgue
Season 3: Rue Morgue wurde mit 2.848.544 US-Dollar im Juli 2014 finanziert und ist damit die dritterfolgreichste Brettspiel-Kampagne auf Kickstarter.
Das dritte und vorerst letzte Grundspiel findet in einem Krankenhaus sowie Brachland mit Zelten statt.

#### Season 3: Angry Neighbours
Auch zu Season 3 wurde mit Angry Neighbours eine erste Erweiterung veröffentlicht.
Der Schauplatz dieser Erweiterung ist eine weitere Wohnsiedlung, diesmal jedoch mit teilweise eingestürzten Häusern und Löchern, in die man fallen kann.

### Zombicide: Black Plague

#### Zombicide: Black Plague
Am 8. Juni 2015 wurde eine weitere Kickstarter-Kampagne zur Finanzierung eines neuen Grundspiels gestartet, dessen Finanzierungsziel von 125.000 US-Dollar binnen 16 Minuten erreicht wurde. Im Gegensatz zu den bisherigen Veröffentlichungen der Spielereihe wird die zu überstehende Zombie-Apokalypse hier in eine fiktional mittelalterliche Fantasy-Welt verlagert.

#### Wulfsburg
Auch zu Zombicide: Black Plague wurde mit Wulfsburg bereits ein erstes Erweiterungsspiel finanziert.

### Zombicide: Invader

#### Zombicide: Invader
2019 erschien eine Variante im Science-Fiction-Genre mit den Erweiterungen Zombicide: Invader – Black Ops und Zombicide: Invader – Survivors of the Galaxy.